# ホール・ロッタ・レッド
『ホール・ロッタ・レッド』（英: Whole Lotta Red）は、アメリカ合衆国のラッパー、プレイボーイ・カーティの2作目のスタジオ・アルバム。2020年12月25日にエイサップ・ロッキーのレーベルであるAWGEとインタースコープ・レコードからリリースされた。
本作は、2018年後半に制作を開始し、2020年11月に終了した。アルバムは全24曲で構成されており、客演としてフューチャー、カニエ・ウェスト、キッド・カディが参加している。アルバムのエグゼクティブ・プロデュースは、「Go2DaMoon」という曲でも共演しているウェストが担当した。プロデュースもカーティと度々共演しているプロデューサーのピエール・ボーンをはじめ、マーリー・ロウ、ウィージーなどが担当している。

## 背景
2018年8月、カーティのデビュー・スタジオ・アルバム『Die Lit』のリリース後、次のアルバムについて語る際、『Whole Lotta Red』になるという動画を公開した。11月にはシアトルでのコンサートで未発表曲を披露した。
2019年3月、カーティは『GQ』のインタビューで、ヴァージル・アブローがアルバムのクリエイティブ・ディレクターになると語った。
2019年5月、タイラー・ザ・クリエイターのアルバム『Igor』のリードシングル「Earfquake」に客演で参加し、彼が赤ちゃんのような声で、ほとんど意味不明な歌詞を歌うパフォーマンスにファンが注目した。 5月後半には、ヤング・ヌーディとの「Pissy Pamper」というタイトルの曲が流出し、ソーシャル・メディア・プラットフォームのTikTokで注目された。「Pissy Pamper」はSpotifyのUS Viral 50で1位を獲得したが、のちに削除された。他にもいくつかの曲がYouTubeやSoundCloudを経由して流出したことで、カーティがアルバムをリメイクすることになったと報じられた。
6月、カーティはThe Faderのインタビューで、2018年末に向けて『Whole Lotta Red』のレコーディングを開始し、アトランタのDJ、DJ DramaのMeans Street Studiosと自身の自宅でレコーディングを行ったことを明らかにした。
2020年4月14日、カーティは「@ Meh」のアートワークをツイートし、その2日後にシングルとしてリリースされた。この曲はカーティが前述の赤ちゃんのような声を使用していることで注目された 。 
5月、カーティはカナダのラッパードレイクのミックステープ『Dark Lane Demo Tapes』に収録された「Pain 1993」に客演として参加。そこでも赤ちゃんのような声を使い、Billboard Hot 100で初のトップ10ヒットとなり、最高7位を記録した。
12月21日、カーティはアートワーク、リリース日、グッズの先行予約を発表し、カニエ・ウェストがエグゼクティブ・プロデュースを担当した。

## アートワーク
2020年12月22日、カーティはソーシャルメディアを通じて『Whole Lotta Red』のアートワークを発表した。デザインはジャン・"アートディーラー"・チャン"が担当した。アートワークは白と黒の輪郭を持つカーティと、上部には大きな赤い文字で「Red」と書かれているものである。 これは、70年代後半のパンクロック雑誌「スラッシュ」をベースにしており、それへのオマージュでもある。

## プロモーション
2020年4月16日、本作からのリードシングル「@ Meh」がリリースされた。 同曲はBillboard Hot 100で最高35位を記録し、メイン名義として2度目のトップ40入りを果たした。ミュージックビデオは、同曲のリリースと同日に公開され、カーティ本人とニック・ウォーカーが監督を務めた。
発売日の12月25日、キッド・カディを客演に迎えた「M3tamorphosis」のミュージックビデオが公開され、ニコ・バレステロスが監督を務めた。

## 売上
本作は、リリース初週に10万枚 (純粋なアルバム売上は1万枚) を売り上げ、本国アメリカのBillboard 200で初登場1位を獲得した。これはプレイボーイ・カーティにとって初の全米1位を獲得した作品となった。また、12月31日週までに楽曲のストリーミング再生が1億2,643万回を記録した。

## 収録曲
| #         | タイトル                              | 作詞・作曲 | プロデューサー                | 時間  |
| --------- | ------------------------------------- | --- | ----------------------------- | ----- |
| 1.        | 「Rockstar Made」                     | Jordan Carter Richard Ortiz Jonah Abraham | F1lthy Abraham                | 3:13  |
| 2.        | 「Go2DaMoon」(featuring Kanye West)   | Carter Kanye West Wesley Glass | Wheezy                        | 1:59  |
| 3.        | 「Stop Breathing」                    | Carter Ortiz Pierre Thevenot Thomas Ross | F1lthy Lukrative Ssort        | 3:38  |
| 4.        | 「Beno!」                             | Carter Tobias Dekker Jalan Lowe | Outtatown Lil 88              | 2:23  |
| 5.        | 「JumpOutTheHouse」                   | Carter Tony Sun | Richie Souf                   | 1:33  |
| 6.        | 「M3tamorphosis」(featuring Kid Cudi) | Carter Scott Mescudi Ortiz Gabriel Rousseau | F1lthy Gab3                   | 5:12  |
| 7.        | 「Slay3r」                            | Carter Roark Bailey Jeffrey Shannon | Bailey Juberlee               | 2:44  |
| 8.        | 「No Sl33p」                          | Carter Kenneth Pannu | KP Abraham                    | 1:28  |
| 9.        | 「New Tank」                          | Carter Ortiz Abraham | F1lthy Abraham                | 1:29  |
| 10.       | 「Teen X」(featuring Future)          | Carter Nayvadius Wilburn Jamaal Henry | Maaly Raw                     | 3:25  |
| 11.       | 「Meh」                               | Carter Ortiz Dekker | Outtatown Art Dealer Star Boy | 1:58  |
| 12.       | 「Vamp Anthem」                       | Carter Pannu | KP                            | 2:04  |
| 13.       | 「New N3on」                          | Carter Henry | Maaly Raw                     | 1:56  |
| 14.       | 「Control」                           | Carter Dekker Jung Cho Anton Mendo | Outtatown Art Dealer Star Boy | 3:17  |
| 15.       | 「Punk Monk」                         | Carter Ortiz Thevenot Stefan Cismigiu | F1lthy Lukrative Lucian       | 3:49  |
| 16.       | 「On That Time」                      | Carter Ortiz Mark Williams Raul Cubina | F1lthy Oji x Volta            | 1:42  |
| 17.       | 「King Vamp」                         | Carter Cho | Art Dealer Outtatown Star Boy | 3:06  |
| 18.       | 「Place」                             | Carter Jordan Jenks | Pi'erre Bourne                | 1:57  |
| 19.       | 「Sky」                               | Carter Cho | Art Dealer                    | 3:13  |
| 20.       | 「Over」                              | Carter Cho | Art Dealer                    | 2:46  |
| 21.       | 「ILoveUIHateU」                      | Carter Jenks | Pi'erre Bourne                | 2:15  |
| 22.       | 「Die4Guy」                           | Carter Cho | Art Dealer Outtatown Star Boy | 2:11  |
| 23.       | 「Not PLaying」                       | Carter Cho | Art Dealer                    | 2:10  |
| 24.       | 「F33l Lik3 Dyin」                    | Carter Bailey Sun Justin Vernon James Blake Rob Moose Bradley Cook Michael Lewis Michael Noyce Brandon Burton Jeremy Nutzman Channy Leaneagh Glass Josh Berg | Bailey Richie Souf            | 3:24  |
| 合計時間: | 合計時間:                             | 合計時間: | 合計時間:                     | 62:12 |

サンプルクレジット
- 「Go2DaMoon」では、1973年の映画『ボビー』内の楽曲「Soul of Bobby Theme, Pt.2」を一部収録している[24]。(クレジットなし)
- 「Stop Breathing」では、グッチ・メインが2009年にリリースした「Shirt Off (featuring Wooh da Kid & Frenchie)」を一部収録している[25]。(クレジットなし)
- 「Vamp Anthem」では、ヨハン・セバスティアン・バッハの「トッカータとフーガ ニ短調 BWV 565」をサンプリングしている[26]。(クレジットなし)
- 「Control」では、DJアカデミックスの声をサンプリングしている[27]。(クレジットなし)
- 「F33l Lik3 Dyin」では、ボン・イヴェールが2019年にリリースした「iMi」をサンプリングしている。

## チャート
| 国/地域          | アルバムチャート (2020年 - 2021年) | 最高位 |
| ---------------- | ---------------------------------- | ------ |
| オーストラリア   | ARIAチャート                       | 15     |
| オーストリア     | エードライ・オーストリア           | 49     |
| ベルギー         | ウルトラトップ (Flanders)          | 18     |
| ベルギー         | ウルトラトップ (Wallonia)          | 74     |
| カナダ           | ビルボード                         | 7      |
| オランダ         | Album Top 100                      | 7      |
| フィンランド     | スオメン・ヴィラリネン・リスタ     | 11     |
| ドイツ           | Offizielle Top 100                 | 45     |
| アイルランド     | OCC                                | 2      |
| リトアニア       | AGATA                              | 2      |
| ニュージーランド | ニュージーランド・レコード産業協会 | 7      |
| ノルウェー       | ヴェーゲー・リスタ                 | 5      |
| スウェーデン     | スヴァリイェトプリストン           | 37     |
| スイス           | シュヴァイツァー・ヒットパラーデ   | 4      |
| イギリス         | OCC                                | 17     |
| アメリカ         | Billboard 200                      | 1      |